# Havraníky
Obec Havraníky (německy Kaidling) se nachází v okrese Znojmo v Jihomoravském kraji. Žije zde 306 obyvatel.
Obcí protéká řeka Dyje.

## Název
Původní jméno vesnice bylo zřejmě Koberníky, jehož nejstarší podoba Koberníci byla pojmenováním obyvatel vsi, kteří vyráběli kobeře, tj. pláště. Jde o starobylý typ pojmenování odpovídající poloze a stáří vsi. Do němčiny bylo jméno převzato nejprve jako Kowernik, což bylo dále zkráceno na Kurnick (doloženo 1289) a to bylo v češtině ztotožňováno s obecným kurník. Z německého Kowernik či jeho varianty Chowernik se vyvinulo české Havraník, které se teprve od konce 19. století užívá v množném čísle. Novověké německé Kaidling doložené od 16. století se vyvinulo ze staršího Kowernik (1513 doložen mezistupeň Khayrnik).

## Historie
První písemná zmínka o obci pochází z roku 1269 (Kovernik).
Tato obec je unikátní nejen svou polohou v Národním parku Podyjí a unikátní stepní vegetací, kde se lze setkat s velkým množstvím chráněných druhů rostlin, jako jsou např. různé druhy orchidejí, divokých kosatců či konikleců[zdroj⁠?!], ale i svou vzdálenější historií, která byla do druhé světové války tvořena zejména německým obyvatelstvem, jež v obci převažovalo[zdroj⁠?!]. Zajímavostí je, že se zde těžil velmi jemný písek, který formani vozili do Vídně a tam se používal na kvalitní omítky domů[zdroj⁠?!]. Vytěžené sluje dnes slouží coby vinné sklepy. Rozkvět obci přinesl zejména Národní park Podyjí. Krása okolní přírody, jež byla po desítky let nedostupná, oslovuje stále více turistů a cykloturistů.
Do roku 2014 zastával funkci starosty Bohumír Pecina, od roku 2014 vykonává funkci starosty Aleš Kňazovčík.

## Pamětihodnosti
- Kostel svatého Linharta
- pomník padlým (u kostela)[6]
- Sedm kapliček rozmístěných různě v obci
- Boží muka
- Socha svatého Jana Nepomuckého v horní části vsi
- Jez na řece Dyji
- Vinný sklep
- Přírodní památka Skalky

## Galerie

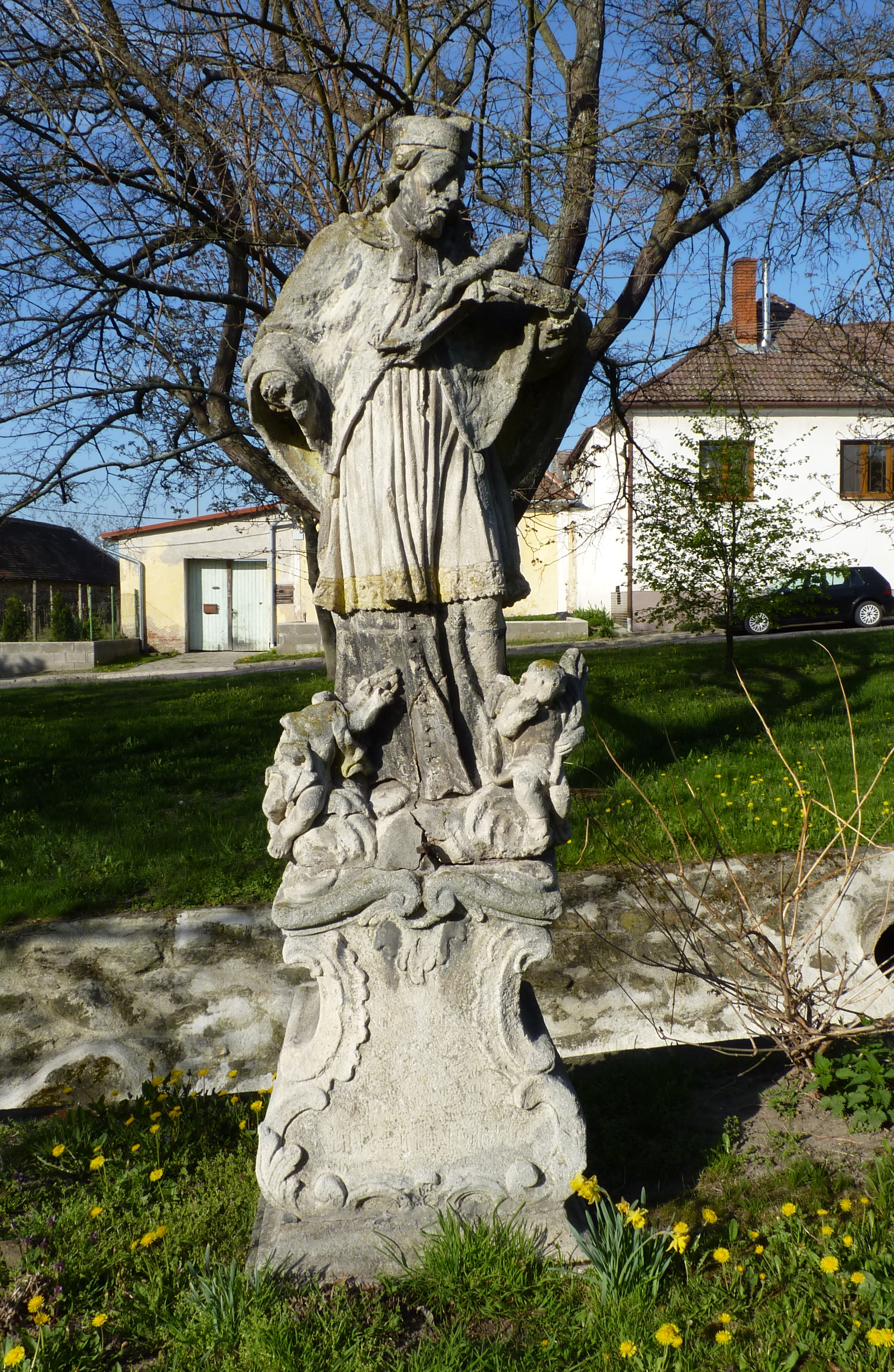
Socha
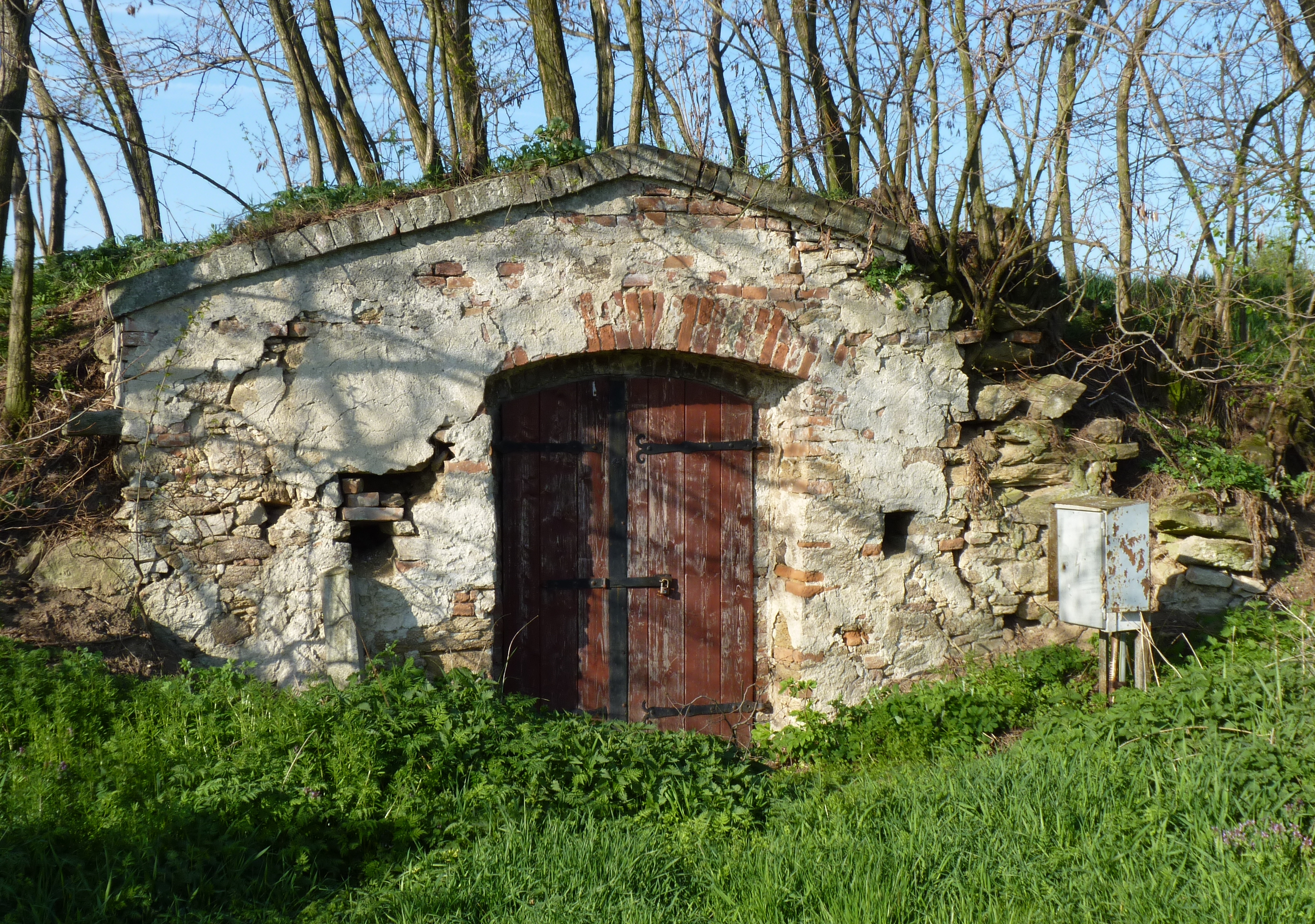
Vinný sklípek
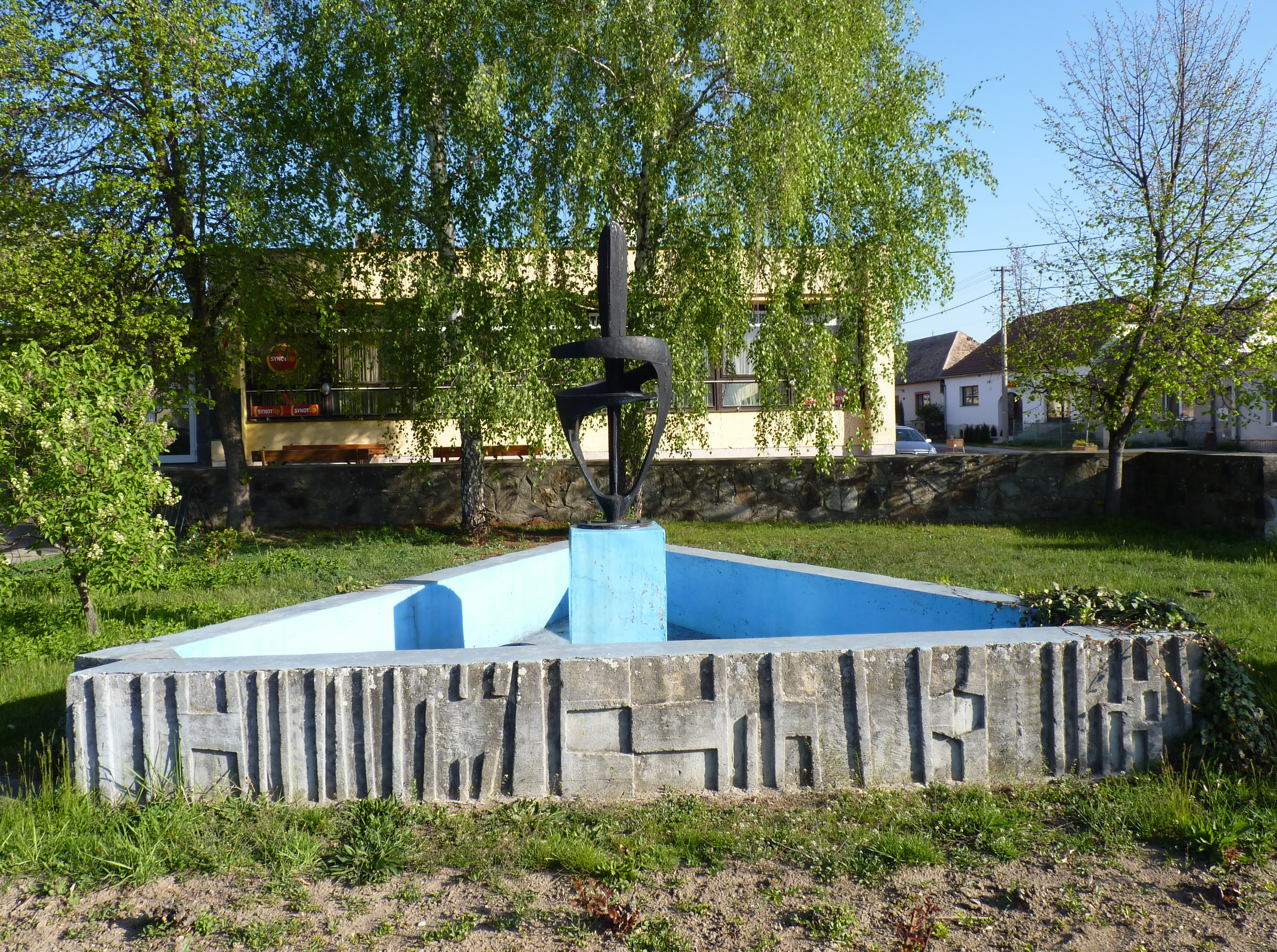
Kašna
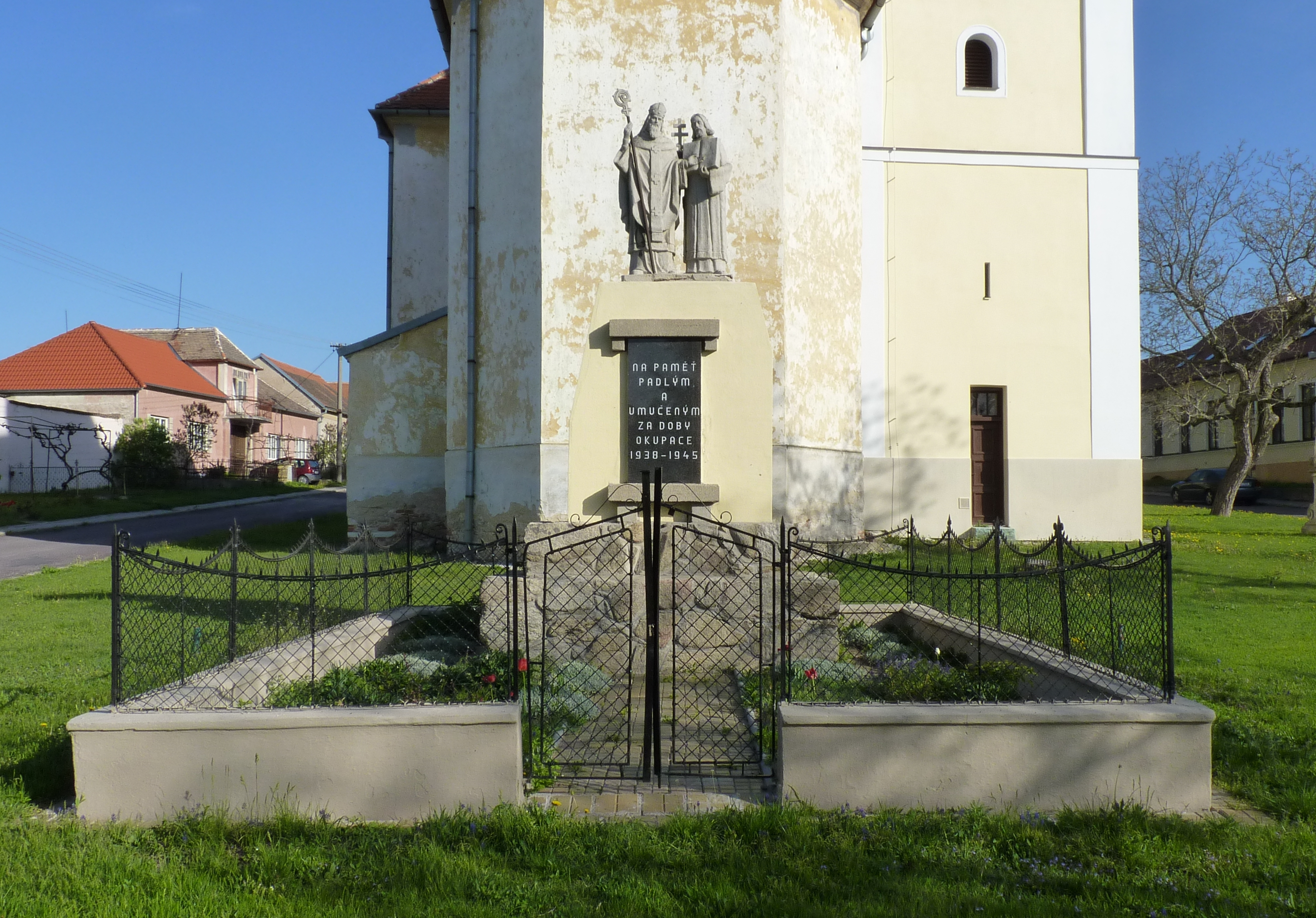
Památník padlým